# Ranibennur-Wildreservat
Das Ranibennur-Wildreservat (englisch: Ranebennur Blackbuck Sanctuary) bei Ranibennur in Karnataka (Indien) ist ein Wildschutzgebiet, das vorwiegend zum Schutz der Hirschziegenantilope (englisch: Blackbuck), des Indischen Wolfs und der Kappentrappe gegründet wurde. Das Schutzgebiet umfasst eine Fläche von etwa 119 Quadratkilometern. Die Landschaft besteht aus hügeligem Buschland mit Akazien- und Eukalyptusplantagen. Der stark gefährdete Indische Wolf kommt im Schutzgebiet vor, Sichtungen sind jedoch selten. Laut einer Studie aus dem Jahr 2006 konnte in den vorangehenden 4 Jahren kein einziger Zuchtnachweis erbracht werden. Neben dem Wolf kommen der Bengalfuchs, der Goldschakal und die Rohrkatze im Schutzgebiet vor.